# Chrysosoma grallator
Chrysosoma grallator är en tvåvingeart som beskrevs av Frey 1924. Chrysosoma grallator ingår i släktet Chrysosoma och familjen styltflugor. Inga underarter finns listade i Catalogue of Life.